# Anthocleista vogelii
Anthocleista vogelii är en gentianaväxtart som beskrevs av Jules Émile Planchon. Anthocleista vogelii ingår i släktet Anthocleista och familjen gentianaväxter. Inga underarter finns listade i Catalogue of Life.